# 莫洛浑
莫洛渾，覺羅莫洛渾（1636年—1660年），爱新觉罗氏，满洲镶黄旗人。授三等伯。

## 生平
早年為一等侍衛。順治五年，授一等精奇尼哈番（一等子），后升授參領，順治十七年，跟隨安南將軍達素抵達福建征討鄭成功，在進攻廈門的時候陣亡。順治帝認為其祖拜山、父顧納岱和他都因征討而亡，贈其三等伯，諡剛勇。赐祭葬，立碑墓道（载《钦定八旗通志：忠义传》卷216），入昭忠祠。

## 家庭
- 先祖清景祖五弟包朗阿。
- 高祖觉罗郎騰。
- 曾祖觉罗柏林。胞弟機達席庫，二等輕車都尉。
- 祖父三等男覺羅拜山，阵亡。嫡祖母葉赫納喇氏顧盧布貝勒之女。
- 父一等子顧納岱（1610-1648），阵亡。嫡母富察氏輕車都尉巴喜之女。
  - 胞弟騎都尉顧巴岱。嫡妻伊爾根覺羅氏佐領克伊富之女。其子席特庫，袭一等子，散秩大臣、都統。孙舒祿，袭一等子，副都統、領侍衛內大臣。
- 表弟席特庫、諾爾遜。
- 嫡妻馬佳氏布達里之女。

## 延伸阅读
[在维基数据编辑]
 《清史稿/卷226》，出自趙爾巽《清史稿》